# 신남항
신남항(新南港)은 강원특별자치도 삼척시 원덕읍 갈남2리에 있는 어항이다. 1972년 5월 4일 지방어항으로 지정하여 관리하고 있다. 시설관리자는 삼척시장이다.

## 어항구역
신남항의 어항구역은 다음과 같다.
- 수역
  - 기존방파제 시점부에서 동측 50m 떨어진 지점에서 신설방파제와 평행선상325m지점과 이어 방사제 시점부에서 남쪽 40m이격하여 육지부와 연결되는 공유수면
- 육역
  - 삼척시 원덕읍 갈남리 303-1 (제방, 1210m2)
  - 삼척시 원덕읍 갈남리 303-5 (잡종지, 228m2)
  - 삼척시 원덕읍 갈남리 303-6 (잡종지, 1045m2)
  - 삼척시 원덕읍 갈남리 303-7 (구거, 319m2)
  - 삼척시 원덕읍 갈남리 303-11 (잡종지, 2037m2)
  - 삼척시 원덕읍 갈남리 303-29 (잡종지, 819m2)
  - 삼척시 원덕읍 갈남리 303-30 (잡종지, 9828m2)
  - 삼척시 원덕읍 갈남리 303-31 (도로, 420m2)
  - 삼척시 원덕읍 갈남리 506-13 (제방, 717m2)

## 아름다운 회센터
아름다운 회센터는 2009년 공사에 착수하여 2011년 6월 29일 준공되었다. 총사업비는 8억9,400만원으로 도비 2억원, 시비 3억9,000만원, 자부담 4,400만원 등 6억3,400만원과 해수인입관 시설 사업비 2억6,000만원이 투입되었다. 부지면적 9,828m2 에 건어물 16칸, 횟집 8칸의 회센터 건물 1동으로 구성되어 있다.